# لوئی بوردالو
لوئی بوردالو (به فرانسوی: Louis Bourdaloue) نویسنده قرن هفدهم میلادی اهل فرانسه است.